# Jürgen Dusel

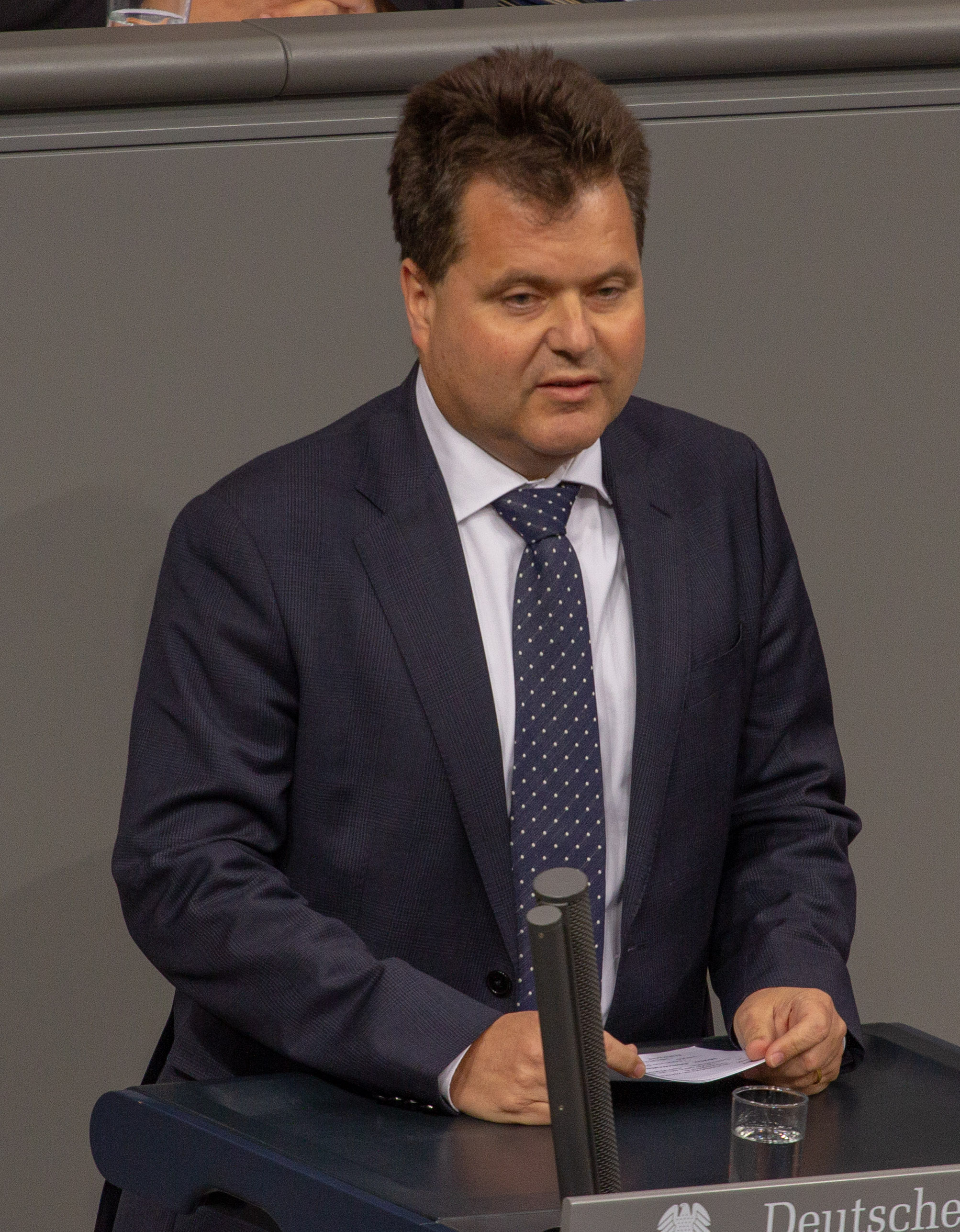
Jürgen Dusel, 2019

Jürgen Dusel (* 14. Februar 1965 in Würzburg) ist ein deutscher Jurist und seit 2018 der Beauftragte der Bundesregierung für die Belange von Menschen mit Behinderungen.

## Leben
Dusel bestand 1985 die Abiturprüfung und studierte Rechtswissenschaft. 1992 legte er das erste juristische Staatsexamen an der Universität Heidelberg ab, 1995 das zweite juristische Staatsexamen beim Oberlandesgericht Stuttgart. Ab 1996 arbeitete er bei der Hauptfürsorgestelle des Landes Mecklenburg-Vorpommern. 1998 wechselte er zum brandenburgischen Landesamt für Soziales und Versorgung. Dort war er 1998 Dezernatsleiter Heimaufsicht/überörtliche Betreuungsbehörde, 2002 Leiter des Integrationsamtes, 2007 stellvertretender Leiter der Abteilung 3 (Aufsicht, Soziales und Forensische Psychiatrie, Integrationsamt) und 2009 Leiter des Dezernates Aufsicht und Unterbringung nach dem Brandenburgischen Psychisch-Kranken-Gesetz.
Dusel ist von Geburt an stark sehbehindert mit einem Grad der Behinderung von 100. Er war von Mai 2010 bis Mai 2018 Beauftragter der Landesregierung für die Belange von Menschen mit Behinderungen in Brandenburg. 2015 war er in diesem Amt bestätigt worden. Seit Mai 2018 ist er als Nachfolger von Verena Bentele Behindertenbeauftragter der Bundesregierung. Das Motto seiner Amtszeit lautet „Demokratie braucht Inklusion“. Dabei geht es ihm unter anderem um Barrierefreiheit in allen gesellschaftlichen Bereichen, umfassende politische Beteiligungsmöglichkeiten und gute Arbeit für Menschen mit Behinderungen. In diesem Zusammenhang fordert er u. a. eine Erhöhung der Ausgleichsabgabe für Firmen, die keine Menschen mit Behinderung beschäftigen.
Am 11. Juni 2025 bestellte ihn das Bundeskabinett erneut zum Beauftragten für die Belange von Menschen mit Behinderungen.
Für seinen Einsatz für die Verbesserung der gesundheitlichen Situation von Menschen mit geistiger Beeinträchtigung wurde Jürgen Dusel 2025 von Special Olympics der Golisano Health Leadership Award verliehen.
Dusel ist verheiratet und hat zwei Kinder. Er ist Mitglied der SPD.